# Darkslide
Darkslide – ewolucja na deskorolce polegająca na wykonaniu ślizgu odwróconą kółkami do góry deskorolką po rurce bądź krawędzi np. murka, wygląda jak boardslide do góry kółkami. Wykonywana również na fingerboardzie.
Trik został wymyślony przez Marka Gonzalesa w 1991 r. Jego wykonanie jednak było pozbawione typowego najazdu i wskoczeniu na przeszkodę – podczas zwykłego skoku Mark wkładał sobie obróconą deskorolkę pod stopy, wykonywał ślizg, a następnie ruchem stóp obracał ją do normalnej pozycji i odjeżdżał.
Pierwszą osobą, która wykonała ten trik bez podkładania sobie deskorolki był Rodney Mullen. W 1993 wykonał ten trik robiąc pół kickflipa podczas skoku na rurkę. Początkowo trik Mullena był nazywany half flip darkslide.
Darkslide jest wykonywany częściej na murkach niż na railach. Zwykle woskuje się, poza murkiem, również krawędzie deskorolki i fragment papieru ściernego, by zmniejszyć tarcie.